# Фуруя Кахору
Кахору Фуруя  (яп. 古屋 かほる Фуруя Кахору, 18 лютого 1908 — 25 грудня 2022)  — японська супердовгожителька, вік якої веріфікований Групою геронтологічних досліджень (GRG). Також вона була 6-ю найстарішою живою людиною в світі. Її вік становив 114 років 310 днів.

## Біографія
Кахору Фуруя народилася 18 лютого 1908 року у Японії.
У Кахору було четверо дітей (3 дівчинки та 1 хлопчик).
У віці 100 років вона власноруч займалася вирощуванням овочів. Вона жила у власному будинку, і лише у 108 років переїхала до будинку для людей похилого віку.
У 2011 році, у віці 103 року, Кахору перенесла хворобу серця та операцію з імплантації кардіостимулятора. Потім вона перенесла першу операцію із заміни батареї у 2015 році та другу операцію із заміни батареї у березні 2021 року у віці 113 років.
Станом на 2021 рік вона часто сиділа в інвалідному візку, але все ж таки могла трохи стояти і ходити.
20 грудня 2021 року вік Кахору Фуруї був підтверджений Кенго Хіраї, Ю Лі, Юмі Ямамото і MHLW (Японія) та GRG.
Померла 25 грудня 2022 року у віці 114 років 310 днів.

## Рекорди довгожителя
- 19 серпня 2022 року стала 6-ою найстарішою людиною в світі, що нині живуть.
- 30 серпня 2022 року Кахору Фуруя увійшла до 100 найстаріших верифікованих людей у світовій історії.